# 附田祐斗
附田 祐斗（つくだ ゆうと、1986年〈昭和61年〉3月13日 - ）は、日本の漫画家。福岡県北九州市出身。大阪芸術大学卒業。

## 略歴
- 第34回（2006年1月期）ジャンプ十二傑新人漫画賞（審査員：西義之）にて、「牙になる」で十二傑賞受賞。
- 『赤マルジャンプ』2006 SUMMERに掲載された『牙になる』でデビュー。
- 『赤マルジャンプ』2008 WINTERに『57th -フィフティセブンス-』を掲載。
- 『週刊少年ジャンプ』2010年25号から40号まで、『少年疾駆』を連載。初連載。
- 『週刊少年ジャンプ』2012年52号から2019年29号まで、附田が原作を担当する『食戟のソーマ』を連載。
- 2015年、『食戟のソーマ』がアニメ化される。

## 人物・エピソード
声優の小野友樹とはお互いが売れる前から友達で、「いつか俺の作品が売れたら、お前が声優やってくれよな」という話もしていた。
その縁もあり、『食戟のソーマ』のVOMICは創真役を小野友樹が担当しており、嬉しかった反面、「小野友樹の芝居は創真というキャラクターに合っていないのでは」という声があり、アニメでは「スタッフさんにキャスティングはお任せしよう」と考えていた。
しかし、オーディションには参加することになり、事前に渡されたリストの一人に松岡禎丞がいた。その時から松岡のことは知っており、「柳の木のようにしなやかな声だな」と思い「そういう声は創真に合うのではないか」という印象を抱いたという。
そのためオーディションは長いので途中で帰るという形だったが、「松岡禎丞まで聞いて帰ろう」と決めていた。
実際にオーディションで松岡の演技を聞いた際に創真にピッタリな芝居であり「やっぱりいいな」と思ったが、それをスタッフには伝えずに帰ったという。
後日「幸平創真役は松岡禎丞」となり、「やっぱりみんな同じイメージだったんだ」と思ったという。

## 作品リスト

### 連載
- 少年疾駆（『週刊少年ジャンプ』2010年25号 - 40号） - 初連載
- 食戟のソーマ（『週刊少年ジャンプ』2012年52号 - 2019年29号） - 原作担当、漫画：佐伯俊
- 青の列島 札幌・九月（『ジャンプGIGA』2016 vol.1 - vol.3） - 原作担当、漫画：ひらけい
- テンマクキネマ（『週刊少年ジャンプ』2023年19号[5] - 2023年41号[6]） - 原作担当、漫画：佐伯俊

### 読み切り
- 牙になる（『赤マルジャンプ』2006 SUMMER、31P） - デビュー作
- 57th -フィフティセブンス-（『赤マルジャンプ』2008 WINTER、47P） - 『少年疾駆』第1巻収録
- 食戟のソーマ（『ジャンプNEXT!』2012 SPRING、50P） - 原作担当、漫画：佐伯俊。『食戟のソーマ』第1巻収録
- 食戟のサンジ（『週刊少年ジャンプ』2018年34号[7]、2021年5・6合併号[8]、2021年33・34合併号、2021年40号[9]、2022年5・6合併号、2022年34号[10]、『最強ジャンプ』2018年11月号[11]） - ストーリー担当、原作：尾田栄一郎、漫画：佐伯俊、『ONE PIECE』のスピンオフ[12]
- 覆面探偵 マスク・ド・ホームズとキス泥棒（『週刊少年ジャンプ』2019年42号） - 構成担当、原作：西尾維新、漫画：佐伯俊
- ユーゲンと女霊学級（『週刊少年ジャンプ』2020年25号） - 原作担当、漫画：佐伯俊
- 食戟のソーマ×キン肉マン（2024年、『キン肉マンジャンプ』Vol.5、25P） - ストーリー担当、原作：ゆでたまご、作画：佐伯俊、協力：森崎友紀

## その他
- JOJO's Kitchen 「シュールストレミングを食べてみた！」 - ジャンプLIVE2号企画。（2014年）